# Marius-Alexandru Dunca
Marius-Alexandru Dunca (ur. 19 lipca 1980 w Braszowie) – rumuński polityk, menedżer i urzędnik państwowy, senator, w latach 2017–2018 minister młodzieży i sportu.

## Życiorys
W latach 1999–2004 studiował inżynierię mechaniczną na Universitatea Transilvania din Brașov. Na tej uczelni kształcił się w zakresie optymalizacji projektowania technicznego, zarządzania w polityce oraz ochrony środowiska, a od 2004 do 2008 był doktorantem. Odbył też kursy m.in. z audytu, zarządzania i obronności. Pracował jako dyrektor przedsiębiorstwa, doradca frakcji socjalistów w Izbie Deputowanych i Parlamencie Europejskim oraz dyrektor w lokalnej administracji okręgu Braszów. Od 2012 do 2014 był wiceprzewodniczącym, a od 2014 do 2015 przewodniczącym ANPC, urzędu zajmującego się ochroną konsumentów. Następnie prowadził firmę konsultingową.
Zaangażował się w działalność polityczną w ramach Partii Socjaldemokratycznej, od 2019 kierując jej oddziałem w okręgu Braszów. W 2016, 2020 i 2024 wybierano go do Senatu.
4 stycznia 2017 powołany na stanowisko ministra młodzieży i sportu w rządzie Sorina Grindeanu, zachował je także w gabinecie Mihaia Tudosego. Zakończył pełnienie tej funkcji w styczniu 2018; nie znalazł się w kolejnym gabinecie koalicyjnym wskutek kontrowersji związanych z wypłacaniem nagród i finansowaniem sportu.